# Ulrich Lange
Ulrich Lange (? - 1549) was van 1541 tot 1549 Thomascantor en docent aan de Thomasschule en artistiek leider van het Thomanerchor te Leipzig.
Hij wordt al in Leipzig vermeld in 1538 (in De natione Bavarorum).
Lange schreef Musikaliën die de stad Leipzig na zijn dood voor de school wist te verwerven.
Zijn Markuspassion werd in de twee belangrijkste kerken van Leipzig, de Thomaskirche en de Nikolaikirche uitgevoerd.
- Gemeinsame Normdatei: 13248417X
- Virtual International Authority File: 57775238